# Hamed Kavianpour
Hamed Kavianpour (persan : حامد کاویانپور) (né le 1er décembre 1978 à Bandar-e Anzali en Iran) est un joueur de football international iranien, qui évoluait au poste de milieu de terrain.

## Biographie

### Carrière en sélection
Avec l'équipe d'Iran, il joue 48 matches (pour un but inscrit) entre 2000 et 2004. 
Il figure dans le groupe des sélectionnés lors des Coupes d'Asie des nations de 2000 et de 2004. Son équipe termine troisième de la compétition en 2004.
Il joue enfin dix matches comptant pour les éliminatoires de la Coupe du monde 2002.

## Palmarès
Champion d'Iran en 1999, 2000 et 2002 avec le Persépolis Téhéran. Il remporte également la Coupe d'Iran en 1999 et il est finaliste en 2006.